# Sinop (ville)
Sinope
Pour les articles homonymes, voir Sinop et Sinope.

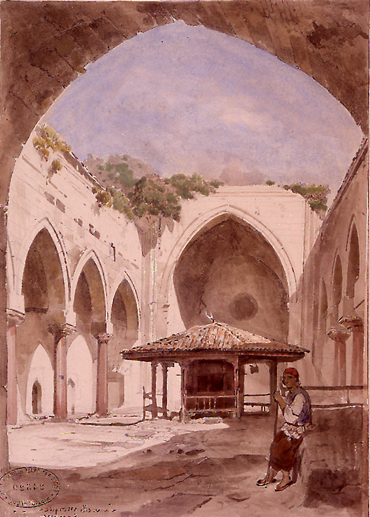
Medresse de Pervâne (mosquée Alâiye, XIIIe siècle), aquarelle de Jules Laurens réalisée vers 1846 lors de l'expédition Hommaire de Hell.

Sinop ou Sinope (selon la forme francisée du grec ancien Σινώπη / Sinṓpē), est une ville de Turquie, préfecture de la province de Sinop, située au bord de la mer Noire. On peut trouver dans quelques endroits de la ville des ruines du château de Sinop. La ville possède la prison la plus ancienne de Turquie, qui date de l'Empire ottoman.

## Géographie
La situation exceptionnelle de Sinope tient au fait qu'elle se situait à mi-chemin du Bosphore et de la Colchide, et en face de la Crimée.
Son climat pontique est de type subtropical humide/océanique tempéré (Köppen:  Cfa/Cfb). Les sols environnants, particulièrement fertiles, ainsi que des pâturages, fournissaient une subsistance à la population, et lui permettaient d'exporter des vins, huiles, fruits secs et bois de construction. Une activité importante de pêche au thon était également pratiquée, ainsi que le rapporte le géographe Strabon : « Sinope exportait surtout des sortes de petits thons, les pélamides, qui naissent dans les marais de la Méotide et, quand ils ont acquis un peu de force, se précipitent en bancs vers le détroit et suivent la côte asiatique jusqu’à Trapézonte et Pharnacie. Quand ils atteignent Sinope, ils sont à point pour être pêchés et salés ».

## Histoire

### Antiquité
Située en Paphlagonie,,, elle est considérée comme une des plus importantes villes de la région. La cité fut fondée par des colons de Milet, aux environs de 630 av. J.-C.. La côte est pourvue de récifs abrupts, et sur le continent, des remparts assuraient sa protection. La rade du port se situait à l'est, sur la presqu'île d'Halonèse, aujourd'hui Boz Tepe, longue de 5 km ; son port se nommait Hercamène. Elle fut longtemps indépendante et fonda elle-même ses propres colonies, dont peut-être Trapézonte. La ville comportait une agora, des péristyles et un gymnase. Son autonomie fut préservée malgré les invasions perses du VIe siècle av. J.-C. et celles d'Alexandre le Grand. À partir de 183 av. J.-C. elle fit partie du royaume du Pont dont elle fut la capitale. Le roi du Pont Mithridate VI du Pont, qui y naquit en 132, transforma ce royaume en un véritable empire tout autour du Pont Euxin, ce qui apporta rayonnement et prospérité à la cité. En 70, lors de la troisième guerre de Mithridate, la ville fut prise par les Romains de Lucullus, mais conserva sa prospérité et un statut privilégié.

### Époque romaine et byzantine
Dans l'Antiquité tardive, Sinope est une ville maritime majeure de l’Empire romain d'orient sur le Pont, occupant l'isthme d’une péninsule du thème des Arméniaques, sur la côte sud du Pont Euxin (mer Noire). Port anatolien le plus proche de la Crimée, Sinope en est la porte d'entrée, ainsi que celle des autres comptoirs marchands pontiques en Scythie mineure, aux bouches de l’Istros et en Scythie majeure. La ville doit sa prospérité non à ses productions ou à ses exportations (huile d'olive, bois de construction navale, miel, poisson salé, terre de Sinope), mais à sa fonction d'entrepôt général du Pont Euxin à l'une des extrémités occidentales de la route de la soie. L'évêché, dont le saint patron est le premier évêque, Phocas, est un siège suffragant d'Amasée. Les liens avec Cherson et Tomis se retrouvent également dans le domaine ecclésiastique à partir de la légende de saint André. Une inscription, remployée dans le rempart, indique aussi la présence d'un meizotéros de l'évêque de Cherson à Sinope, à savoir un administrateur des propriétés ecclésiastiques dépendant de ce siège dans la région. C'est depuis Sinope qu'en 580, Tibère II envoie une expédition en Scythie, l'actuelle Ukraine. Plus tard, Sinope, ville fortifiée, appartient au thème des Arméniaques à la révolte duquel elle participe en 793, ce qui vaut à son évêque Grégoire d'être exécuté.
En 834, la ville est investie par le chef kurde Nasır surnommé Théophobos (craignant Dieu) qui se fait proclamer basileus par une troupe de mercenaires « perses ». Il s'allie rapidement avec l'empereur Théophile et finit par se réfugier à Constantinople en 838. Les Arabes assiègent la cité en 858 mais c'est en 1081 qu'elle est prise par les musulmans, lorsque l'émir turc Karatekin y établit un petit État seldjoukide et s'empare de l'important trésor impérial qui s'y trouvait. Karatekin est trahi par ses propres officiers et la ville est rendue au général grec Constantin Dalassène pour le compte de l'empereur Alexis Ier Comnène. Elle retrouve une certaine prospérité et constitue en 1180-1182 une des principales forteresses du futur empereur Andronic Ier Comnène.
En 1204/1205, Sinope passe sous le contrôle de l'empire de Trébizonde d'Alexis et David Comnène.

### Époque turque
En 1214, la ville est prise par les Turcs du sultanat de Roum. Elle est rattachée à la principauté de Candar. En 1458 elle passe aux mains du sultan ottoman Mehmed II. Petit à petit, pour échapper au « haraç » (double-capitation) et à la « pédomazoma » (enlèvement des garçons pour le corps des janissaires) les habitants chrétiens adoptent l'islam et la langue turque.
Au XIXe siècle, Sinop est le principal port de l'eyalet de Kastamonu, devenu en 1864 le vilayet de Kastamonu, mais son commerce est peu important, faute de bonnes routes vers l'intérieur. Vers 1860, elle est peuplée de 5 300 habitants dont 3 140 Turcs et 2 160 Grecs. Elle sert de base à la marine ottomane qui y entretient un arsenal. Durant la guerre de Crimée, la flotte turque de la mer Noire est détruite par l'attaque de l'escadre russe dans le port de Sinope, le 30 novembre 1853.
En 1923, à la suite de la guerre gréco-turque, le traité de Lausanne entraîne l'échange de populations entre la Grèce et la Turquie : les non-musulmans, qui ne représentent plus que 15 % de la population, sont expulsés vers la Grèce.

### Urbanisme
La ville, à l'origine une colonie de Milet, conserve jusqu'à nos jours une organisation héritée du plan hippodamien classique, dont la grille s'étend sur l'essentiel de l'isthme avec un module de base estimé à 100 × 60 m. La période romaine voit peut-être un déplacement du centre politique vers l'est, mais à l'époque byzantine, la citadelle de l'acropole, située à l'extrémité ouest, redevient le centre de la vie urbaine. La ville possède deux ports, respectivement sur la côte nord et sud de l'isthme, le second étant le plus important, et une enceinte dont les différentes phases de construction et de restauration s'échelonnent entre l'époque hellénistique et l'époque ottomane. Des tours en forme de V sur la courtine nord de l'acropole indiquent peut-être une réfection romaine tardive, mais la principale reconstruction des fortifications, attestée par une inscription de la citadelle, date de 1215 et de la prise de contrôle de la ville par les Seldjoukides.

## L'origine du sinople
Le nom de la ville est à l'origine du sinople (vert) héraldique, avec un passage mal expliqué du rouge (couleur de sa terre) au vert. La terre de couleur ocre appelée miltos était extraite dans l'arrière-pays. Ce vermillon servait principalement dans les chantiers navals.

## Personnalités nées à Sinope
- Le célèbre philosophe grec Diogène est né à Sinope. Il est d'ailleurs communément appelé Diogène de Sinope.
- Marcion, né à Sinop vers l'an 85.